# Zaeeropsis lepida
Zaeeropsis lepida là một loài bọ cánh cứng trong họ Cerambycidae.